# 石毛郁治
石毛 郁治（いしげ いくじ、1895年5月18日 - 1981年9月1日）は、日本の化学技術者、実業家。東洋高圧工業（現三井化学）社長や、三井化学工業社長を務めた。

## 人物・経歴
千葉県海上郡飯岡町（現旭市）生まれ。1912年飯岡小学校代用教員。1917年東京高等工業学校（現東京工業大学）応用化学科卒業、三井鉱山入社。肥料用尿素の大量生産法の開発に成功し、1947年から東洋高圧工業社長を務め、1963年には会長に就任。1964年蔵前工業会理事長。1965年飯岡町名誉町民第1号。1966年からは三井化学工業社長を務め、1968年には東洋高圧工業と三井化学工業の合併にあたった。紺綬褒章、藍綬褒章、勲二等旭日重光章受章。